# Piotr Krzysztof Marszałek
Piotr Krzysztof Marszałek (ur. 15 listopada 1959 w Lesznie) – polski prawnik i nauczyciel akademicki, specjalizujący się w problematyce prawa ustrojowego, prawa obronnego i prawa stanów nadzwyczajnych, doktor habilitowany nauk prawnych, profesor nadzwyczajny związany z Uniwersytetem Wrocławskim i Państwową Wyższą Szkołą Zawodową w Sulechowie, działacz polityczny związany z Wrocławiem.

## Życiorys
W młodości działał w harcerstwie. Po ukończeniu II Liceum Ogólnokształcącego im. Piastów Śląskich we Wrocławiu studiował na Wydziale Prawa i Administracji Uniwersytetu Wrocławskiego, uzyskując magisterium w 1984. W czasie studiów działał społecznie, był m.in. członkiem Uczelnianego Komitetu Strajkowego oraz Uczelnianej Komisji ds. Referendum w sprawie zmiany nazwy Uniwersytetu (im. Bieruta), jak również działaczem Związku Młodzieży Demokratycznej SD (1980–1982) W latach 80. pracował jako asystent w Instytucie Historii Państwa i Prawa Uniwersytetu Wrocławskiego oraz w Stronnictwie Demokratycznym (pod koniec lat 80. był przewodniczącym MK SD oraz członkiem Prezydium WK SD, od 1989 przewodniczącym Centralnej Komisji Rewizyjnej). Z listy SD został radnym Miejskiej Rady Narodowej we Wrocławiu i był jej wiceprzewodniczącym (1988–1990) W latach 90. był m.in. dyrektorem oddziału Prosper–Banku we Wrocławiu oraz prezesem zarządu w jednej z firm konsultingowych.
W 1993 obronił doktorat na temat Rada Obrony Państwa z 1920 r. Studium prawno-historyczne. Jednocześnie ukończył studia podyplomowe z dziedziny bankowości na Uniwersytecie Warszawskim (1993) oraz w zakresie rachunkowości na Akademii Ekonomicznej we Wrocławiu (1996). W 2004 podjął pracę w Dolnośląskiej Szkole Wyższej Edukacji Towarzystwa Wiedzy Powszechnej jako adiunkt. W latach 2006–2017 pracował w Państwowej Wyższej Szkole Zawodowej w Sulechowie, gdzie prowadził wykłady z dziedziny konstytucyjnego systemu organów państwowych i legislacji administracyjnej oraz seminaria dyplomowe z zakresu Administracji Wymiaru Sprawiedliwości, a po połączeniu tej uczelni z Uniwersytetem Zielonogórskim kontynuował do 2018 r. zatrudnienie na Wydziale Zamiejscowym w Sulechowie. W latach 2012–2013 pracował również na Uniwersytecie Zielonogórskim, prowadząc wykłady i zajęcia na kierunku Bezpieczeństwo Narodowe. Od 2014 r. prowadzi zajęcia na kierunkach  Bezpieczeństwo Narodowe i Bezpieczeństwo Międzynarodowe na Uniwersytecie Wrocławskim. W 2013 roku uzyskał stopień doktora habilitowanego nauk prawnych. W okresie 2013–2018 był profesorem nadzwyczajnym PWSZ w Sulechowie. W latach 2008–2018 był redaktorem naczelnym czasopisma naukowego Studia Lubuskie. W latach 2011–2014 był kierownikiem Zakładu Prawa w Instytucie Prawa i Administracji PWSZ w Sulechowie. W latach 2015–2016 był kierownikiem Pracowni Koordynacji Badań i Dydaktyki Bezpieczeństwa Narodowego w Instytucie Studiów Międzynarodowych Uniwersytetu Wrocławskiego. Od 2016 r. jest kierownikiem Zakładu Studiów nad Bezpieczeństwem w ISM UWr. W 2018 r. został profesorem Uniwersytetu Wrocławskiego. W 2020 r. został wybrany do Senatu Uniwersytetu Wrocławskiego. W tym samym roku objął przewodnictwo nowo utworzonej Rady Dyscypliny Nauk o Bezpieczeństwie. Od 2020 r. jest kierownikiem Kolegium Doktorskiego Nauk o Bezpieczeństwie w Szkole Doktorskiej Uniwersytetu Wrocławskiego.
Od kwietnia 2009 stał na czele struktur SD na Dolnym Śląsku. Był członkiem Rady Naczelnej SD. Od 24 października 2009 w opozycji do Pawła Piskorskiego. W maju 2010 zrezygnował z pełnionych funkcji i wystąpił z SD.

## Wybrane publikacje
- Rada Obrony Państwa z 1920 roku : studium prawnohistoryczne, Wydawnictwo Uniwersytetu Wrocławskiego, Wrocław 1995.
- Polskie prawo stanów szczególnych 1918-1939: wybór źródeł, Wydawnictwo Uniwersytetu Wrocławskiego, Wrocław 2004.
- Prawo Policji Państwowej w II Rzeczypospolitej 1915-1945. Wybór źródeł, Wydawnictwo Adam Marszałek, Toruń 2009.
- Komisja Spraw Ustrojowych Grabskiego w latach 1941-1942. Dokumenty i materiały, Wydawnictwo Adam Marszałek, Toruń 2009.
- Najwyższe władze wojskowe w systemie ustrojowym II Rzeczypospolitej, Prawnicza i Ekonomiczna Biblioteka Cyfrowa, Wrocław 2011.
- Międzynarodowe prawo humanitarne konfliktów zbrojnych. Dokumenty, Wydawnictwo C.H. Beck, Warszawa 2019.
- Najwyższe władze wojskowe w dawnej Polsce. Zarys dziejów od X do XIX wieku, Wydawnictwo Akademii Sztuki Wojennej, Warszawa 2019.
- Problem suwerenności II Rzeczypospolitej w świetle postanowień mniejszościowego traktatu wersalskiego z 1919 roku Toruń 2020